# Шапкино (Ненецкий автономный округ)
Ша́пкино — упразднённый посёлок в Ненецком автономном округе

## География
находился на правом берегу реки Шапкина. Являлся анклавом Республики Коми. 

## История
Основан в 1930-е годы как база Шапкинского оленеводческого совхоза. В годы Великой Отечественной войны 34 уроженца посёлка Шапкино погибли, либо пропали без вести, 59 человек вернулись с фронта.
Весной 1972 года посёлок был разрушен наводнением и более не восстанавливался.

### Административно-территориальная принадлежность
До 1959 года относился к Варандейскому сельсовету Большеземельского района.

## Инфраструктура
В посёлке имелись овощехранилище на 50 тонн, хлебопекарня, баня, ледник, верёвочный кораль, столярная мастерская, кирпичный завод, конюшня, скотный двор, пилорама, кузница, звероферма, школа, интернат, детский сад, почта, метеослужба, медпункт, рыбкооп, красный чум, кинофикация, электростанция, маслозавод, радиоузел, клуб, жилые дома.